# Trénor

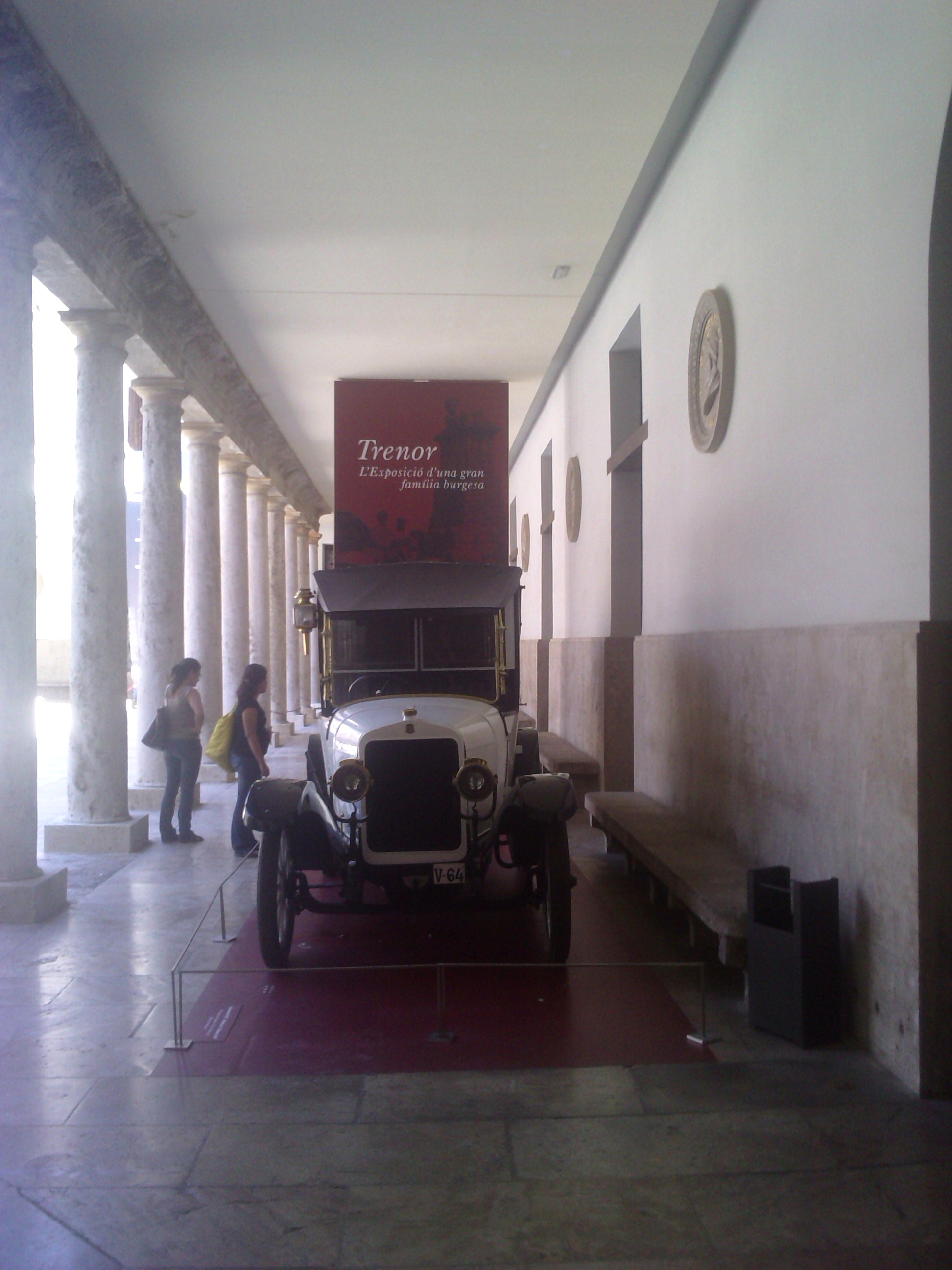
Presentació de la Mostra "Trenor. L'exposició d'una gran família burgesa", celebrada en València en 2009.

Trénor és una família espanyola, d'origen irlandès, que es va establir a València a principi del segle xix. De marcada tradició militar, van destacar com a comerciants i industrials, emparentant amb nobles llinatges valencians.

## Orígens del cognom Trénor
Alguns han fixat els orígens d'aquest cognom irlandès en Trenmor o Treanmhar, el net del qual era el poeta Oisín, guerrer de la Fianna en el Cicle fenià o Cicle ossiànic de la mitologia irlandesa. El religiós Patrick Woulfe diu al llibre Irish Names and Surnames (Cognoms i Noms Irlandesos), (Dublín, 1923), que deriva del cognom gaèlic Mac Treinfhir (fill de Trienfear), que significa literalment home fort i és un dels més antics d'Irlanda. El cognom Trénor era molt conegut al segle xviii, especialment a l'Ulster, però és poc freqüent en l'actualitat. La grafia Trenor és la que va utilitzar el primer Trénor d'Espanya, si bé van coexistir a Irlanda altres variants.
La branca espanyola dels Trénor provenia de la petita noblesa terratinent irlandesa (Gentry) des del segle xviii, el primer membre conegut de la qual va ser John Trenor, mort el 1726. En l'actualitat existeixen uns vuit-cents descendents d'aquesta família, establerts a València, principalment, i també a Astúries, Barcelona, Canàries i Madrid.

## Història

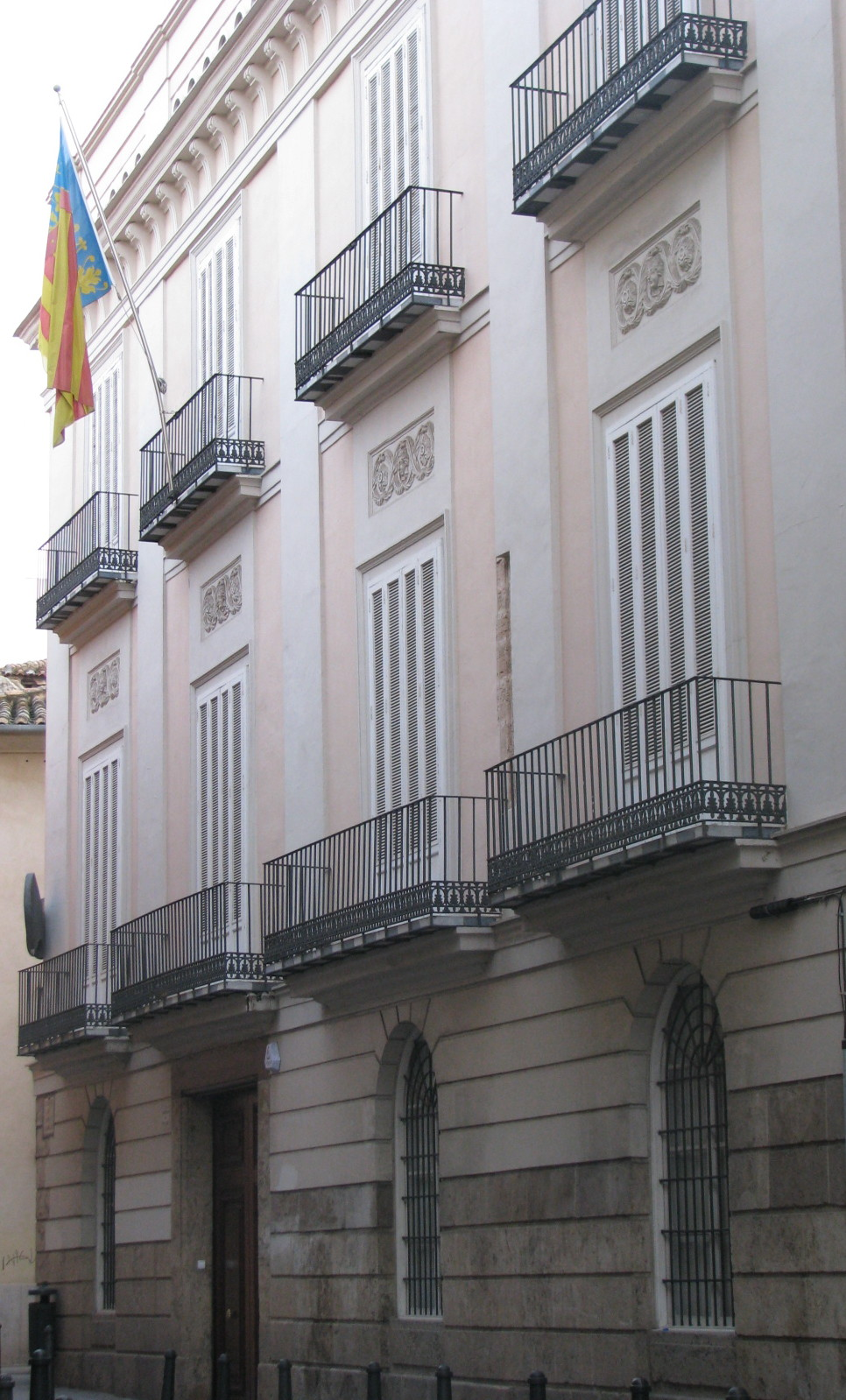
Palau dels Barons d'Alaquàs. Històrica residència principal dels Trénor a València. En l'actualitat és la seu de la societat cultural Lo Rat Penat.

Thomas Trenor Keating va fundar a Espanya aquesta nissaga de militars i comerciants. Nascut el 1798, a Irlanda, va abandonar la carrera militar després de la Guerra del Francès per dedicar-se al comerç, seguint els passos de dos familiars seus, el general Philip Keating-Roche i Henry O'Shea. Es va instal·lar a València i va emprendre diversos negocis d'importació i exportació. El 1823 va emprendre l'exportació de panses. El 1825 va fundar la societat Henrique O'Shea, Trenor i Companyia i el 1827 la Banca Trenor. Una altra de les seves societats va ser Satchell i Trenor. El 1842 va adquirir la Reial Fàbrica de Sedes de Vinalesa. Els seus principals negocis els van dur a terme amb la casa Anthony Gibbs & Sons de Londres amb la qual, en 1847, va començar a importar adob orgànic d'au del Perú, anomenat guano. Aquest adob va tenir gran acceptació al camp, fins al punt que encara avui es diu guano l'adob orgànic en l'àmbit agrari valencià. Va entrar també en el sector de les assegurances, com per exemple per la companyia La Unión y el Fénix Español, i en el dels ferrocarrils. Va obtenir també representacions consulars, com el consolat dels Estats Units a València i el viceconsolat de Dinamarca. El 1854 va constituir amb el seu nebot William Matheus-Trenor la societat Trenor i Companyia.
Thomas Trenor Keating va contreure matrimoni el 1829 amb Brígida Bucelli, filla del capità de fragata Fabiano Bucelli Carletti. Va tenir quatre fills, Federico (n. 1830), Enrique (n. 1833), Tomás (nascut 1835) i Ricardo (nascut el 1840), i una filla, Elena (n. 1838). Aquesta última es va casar amb el valencià José Inocencio de Llano White. A excepció d'Enrique, casat amb Julia Montesinos, els seus fills homes van contreure matrimoni amb les filles de Vicente Palavicino Vallés, IX baró de Frignani i Frignestani i VII marquès de Mirasol. Després de la mort de Thomas Trenor, en 1858, els seus fills Federico i Enrique van prendre el relleu en els negocis familiars.
La seva residència a València es trobava en el palau anomenat avui dels Barons d'Alaquàs, en el número 9 del carrer Trinquet de Cavallers, la propietat del qual van adquirir mitjançant subhasta en 1845. En l'actualitat és la seu de la societat Lo Rat Penat. Amb el transcurs dels anys, els Trénor van acumular importants propietats. En 1838 Thomas Trenor Keating va adquirir el Monestir de Sant Jeroni de Cotalba després de la seva Desamortització, la finca del qual va dedicar a l'explotació i comercialització agrícola. Encara avui és propietat de la família i està declarat Bé d'Interès Cultural per la Generalitat Valenciana. En l'últim terç del segle xix van adquirir el bosc de la Vallesa, a Paterna, que va rebre la visita d'Alfons XIII en 1923. En l'actualitat, la muntanya de la Vallesa, encara propietat de la família, constitueix una important àrea forestal de gran valor ecològic dins de l'àrea metropolitana de València. També era de la seva propietat l'Hort de Trènor a Torrent, el Palau dels Pardo de Donlebún a Figueres, Castropol, Astúries i el palau de Cervelló, a Anna, entre d'altres.

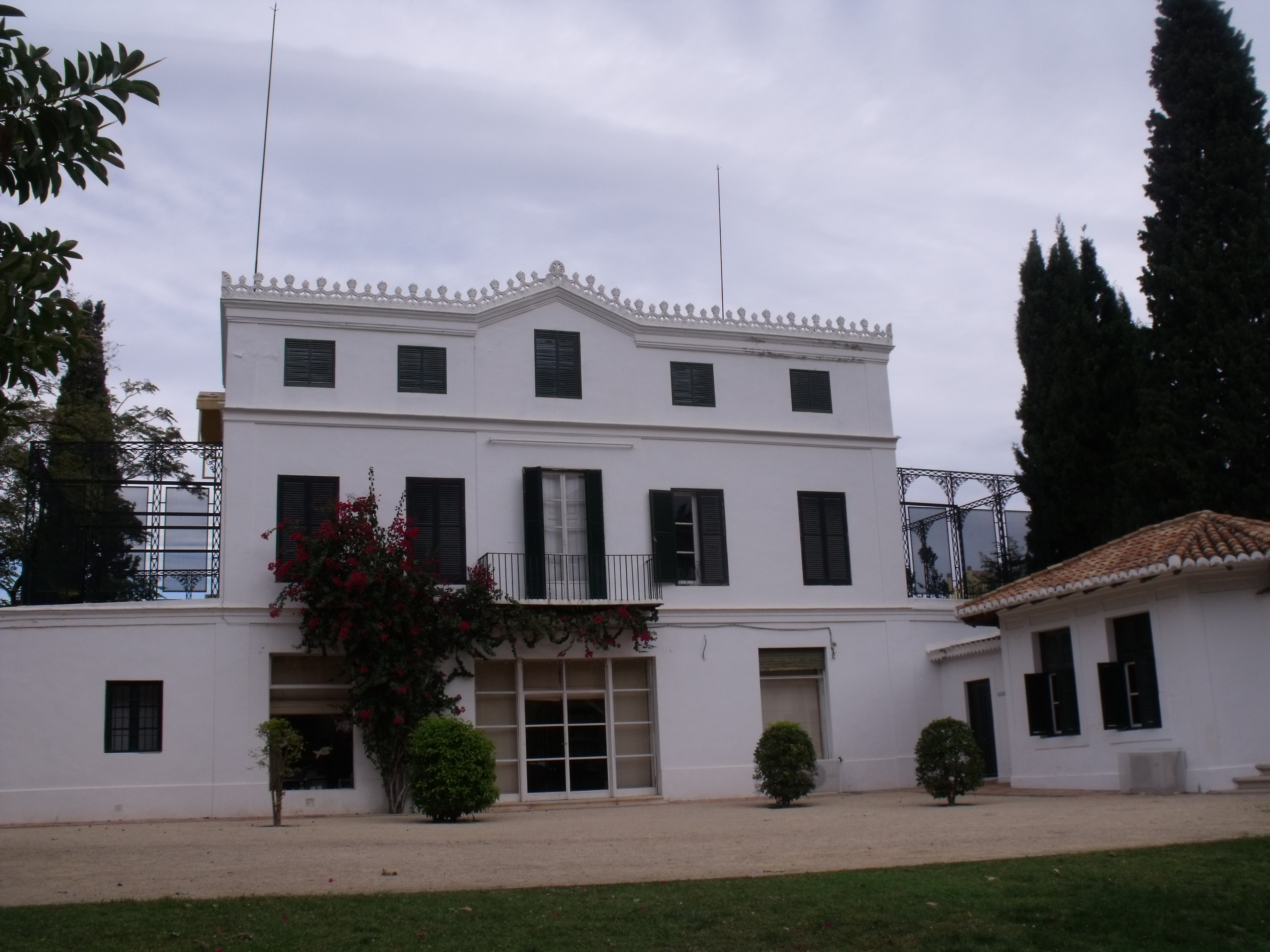
Hort de Trènor, a Torrent.

La societat familiar va continuar la seva activitat al llarg de tot el segle xix i primer terç del segle xx. Als negocis habituals se'n van sumar uns altres, com la Refineria Colonial de Badalona, dedicada a la fabricació de terrossos de sucre, i la fàbrica d'àcid sulfúric i adobs del Grau, pionera a Espanya en la tècnica de solubilitzar els fosfats mitjançant aquest àcid. En aquests anys van entrar en la societat alguns dels seus nets, entre els quals va destacar Tomás Trénor Palavicino, I Marquès del Túria, títol que li va ser concedit per Alfons XIII per la promoció de l'Exposició Regional Valenciana de 1909.
Segons afirma la Gran Enciclopèdia de la Región Valenciana, aquesta ingent activitat empresarial dels Trénor "va contribuir d'una manera decisiva al desenvolupament industrial i agrícola del País Valencià".

## Títols nobiliaris

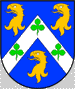
Escut d'Armes dels Trénor.

A més del Marquesat del Túria, concedit a Tomás Trénor Palavicino en 1909, els Trénor van ser distingits amb altres títols de noblesa, com el Comtat de Trénor, concedit a Francisco Trénor Palavicino en 1911, o el Comtat de la Vallesa de Mandor, amb Grandesa d'Espanya, concedit a Enrique Trénor y Montesinos en 1921. Al llarg dels anys, van emparentar amb altres famílies de la noblesa valenciana i espanyola, vinculant-los a altres títols del regne com les baronies d'Alaquàs i Picassent, els comtats de Berbedel, Casp, Montornés, Noroña, i de la Ventosa, o els marquesats de Cordeñas, González de Quirós, Fuentehermosa, Lara, Mascarell de San Juan, Mira-sol, Cerdanyola i Sot, entre d'altres. Algunes branques familiars sorgides de les diferents unions matrimonials són els Gómez-Trénor, Calabuig-Trénor, Garrigues-Trénor, Trénor-Pardo de Donlebún, Trénor-Despujol i Trénor-Löwenstein-Wertheim-Rosenberg, entre d'altres.
Alguns membres d'aquesta família van ser cavallers de l'Orde de Malta i Grans d'Espanya. I molts d'ells van ser distingits amb les màximes condecoracions civils i militars.
El lema de la família és Facta non verba (Fets, no paraules).

## Trénor il·lustres

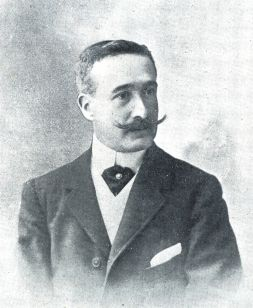
Tomás Trénor Palavicino, el primer marquès del Túria (València, 1864 - Madrid, 1913).

- Thomas Trenor Keating (Dublín, Irlanda, 1798 - València, 1858). Industrial. Fundador de la dinastia Trénor a Espanya.
- Federico Trénor y Bucelli (València, 1830 - 1897). Industrial, vicecònsol de Dinamarca, diputat provincial i conseller del Banc d'Espanya.
- Enrique Trénor y Bucelli (València, 1833-1916). Banquer.
- Enrique Trénor Montesinos (València, 1861-1928), I Comte la Vallesa de Mandor i Comte de Montornés. Diputat en Corts, president d'honor de la Comissió Internacional d'Agricultura de París i representant espanyol a l'Institut Internacional d'Agricultura de Roma. Acadèmic de l'Acadèmia Nacional d'Agricultura de França i vicepresident de l'Associació d'Agricultors d'Espanya.
- Tomás Trénor Palavicino (València, 1864 - Madrid, 1913), I Marquès del Túria. Militar, empresari i polític (diputat a Corts).
- Vicente Trénor Palavicino (València, 1865 - Palma, 1938), Marquès de Cerdanyola i de Sot. Militar, president de la Diputació de València.
- Leopoldo Trénor Palavicino (Madrid, 1870- València, 1937). Escriptor, doctor en Dret i enginyer elèctric.
- Francisco Trénor Palavicino (València, 1873-1935), I Comte de Trénor. Diputat a Corts i senador. Gentilhome de cambra amb exercici del Rei Alfons XIII.
- Juan Antonio Gómez Trénor, Comte de Trénor. Diputat a Corts i alcalde de València (1943-1947).
- Tomás Trénor Azcárraga (València, 1894-1981), II Marquès del Túria. Diputat a Corts i alcalde de València (1955-1958).
- Eulogio Gómez-Trénor Fos, (València, 1922-2003). Diputat a Corts.
- Gonzalo Moure Trénor, (València, 1951), escriptor.
- Carlos Trenor, (Barres, 1955), fotògraf activista.